# Zeffiro Furiassi
Zeffiro Furiassi (* 19. Januar 1923 in Pesaro; † 4. November 1974 in Florenz) war ein italienischer Fußballspieler und -trainer. Er nahm mit der Nationalmannschaft seines Landes an der Fußball-Weltmeisterschaft 1950 teil.

## Karriere

### Verein
Furiassi begann seine Karriere im Jahr 1939 in der dritthöchsten Spielklasse bei seinem Heimatverein SS Vis Pesaro. Von dort wechselte er ein Jahr später zur AC Florenz. Nach den Stationen AC Carpi und Biellese kehrte er 1946 nach Florenz zurück, wo er bis 1949 spielte. Anschließend war er bis 1955 für Lazio Rom und bis 1957 für Foligno Calcio aktiv.
Zwischen 1957 und 1973 arbeitete Furiassi als Trainer bei verschiedenen unterklassigen Vereinen, wobei seine Engagements selten über eine Spielzeit hinausgingen.

### Nationalmannschaft
Der Abwehrspieler wurde von Nationaltrainer Ferruccio Novo in das italienische Aufgebot für die Fußball-Weltmeisterschaft 1950 berufen. Dort machte Furiassi gegen Schweden und Paraguay seine einzigen beiden Länderspiele. Italien schied als Tabellenzweiter nach der Vorrunde aus dem Turnier aus.